# BMW R42

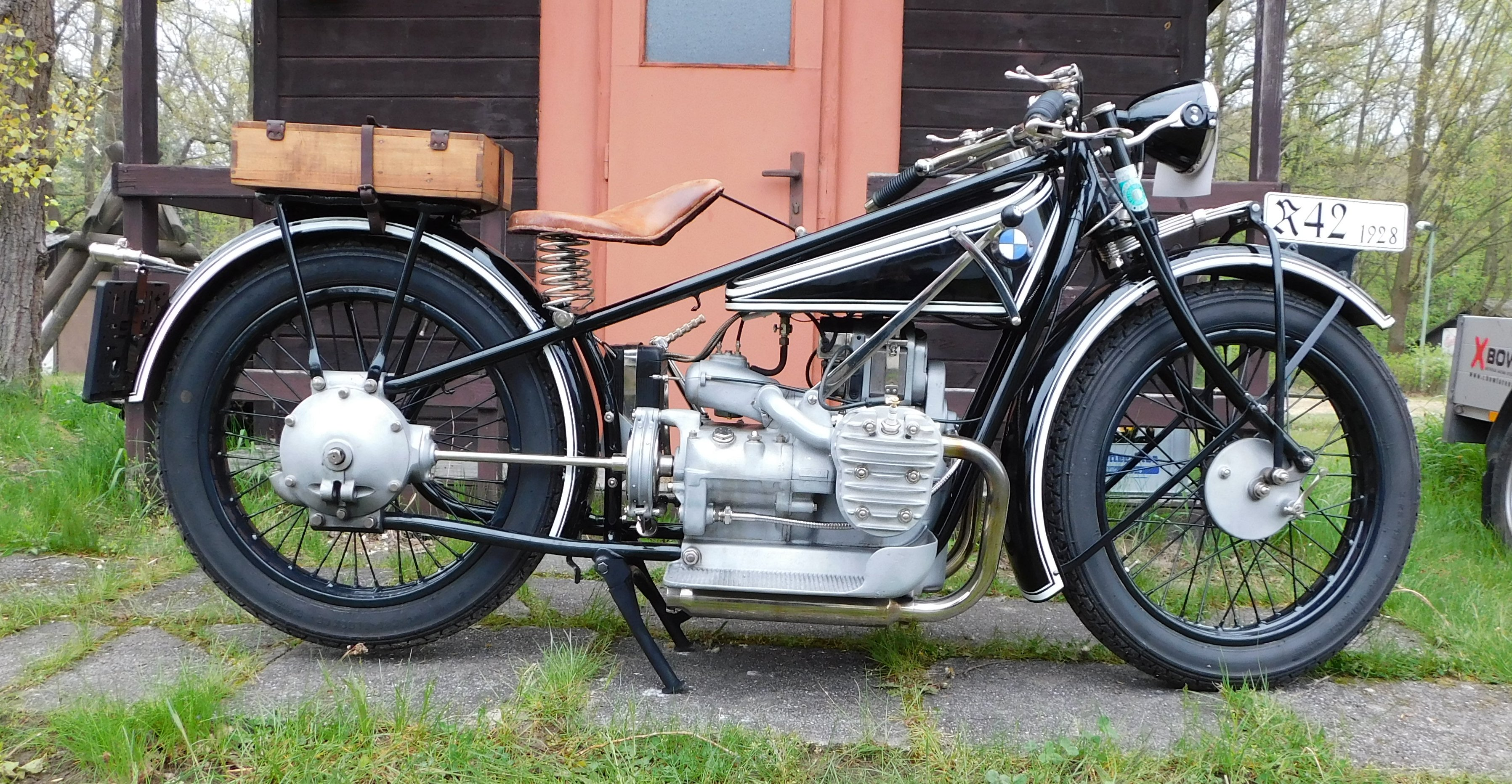
BMW R42 z roku 1928

BMW R42 je v pořadí druhý cestovní motocykl vyráběný firmou BMW. Představen byl 26. listopadu roku 1925, tedy dva roky po svém předchůdci BMW R32, z něhož konstrukčně vychází, na autosalonu v Berlíně. Měl dvouválcový čtyřdobý motor a jeho oficiální nejvyšší rychlost byla 95 km/h. Původní cena motocyklu v roce 1927 byla 1510 říšských marek (v ceně nebyly zahrnuty například klakson, rychloměr a zadní sedadlo). Do roku 1928, kdy byla výroba modelu R42 ukončena, vzniklo více než 6500 kusů. Nástupcem se stal model R52.